# Departamento de Nueve de Julio (kommun i Santa Fe)
Departamento de Nueve de Julio är en kommun i Argentina.   Den ligger i provinsen Santa Fe, i den norra delen av landet, 700 km norr om huvudstaden Buenos Aires. Antalet invånare är 28 273.
Trakten runt Departamento de Nueve de Julio består i huvudsak av gräsmarker. Trakten runt Departamento de Nueve de Julio är nära nog obefolkad, med mindre än två invånare per kvadratkilometer.